# David Held
 (mars 2024).
La mise en forme du texte ne suit pas les recommandations de Wikipédia : il faut le « wikifier ».
Les points d'amélioration suivants sont les cas les plus fréquents. Le détail des points à revoir est peut-être précisé sur la page de discussion.
- Les titres sont pré-formatés par le logiciel. Ils ne sont ni en capitales, ni en gras.
- Le texte ne doit pas être écrit en capitales (les noms de famille non plus), ni en gras, ni en italique, ni en « petit »…
- Le gras n'est utilisé que pour surligner le titre de l'article dans l'introduction, une seule fois.
- L'italique est rarement utilisé : mots en langue étrangère, titres d'œuvres, noms de bateaux, etc.
- Les citations ne sont pas en italique mais en corps de texte normal. Elles sont entourées par des guillemets français : « et ».
- Les listes à puces sont à éviter, des paragraphes rédigés étant largement préférés. Les tableaux sont à réserver à la présentation de données structurées (résultats, etc.).
- Les appels de note de bas de page (petits chiffres en exposant, introduits par l'outil «  Source ») sont à placer entre la fin de phrase et le point final[comme ça].
- Les liens internes (vers d'autres articles de Wikipédia) sont à choisir avec parcimonie. Créez des liens vers des articles approfondissant le sujet. Les termes génériques sans rapport avec le sujet sont à éviter, ainsi que les répétitions de liens vers un même terme.
- Les liens externes sont à placer uniquement dans une section « Liens externes », à la fin de l'article. Ces liens sont à choisir avec parcimonie suivant les règles définies. Si un lien sert de source à l'article, son insertion dans le texte est à faire par les notes de bas de page.
- La présentation des références doit suivre les conventions bibliographiques. Il est recommandé d'utiliser les modèles {{Ouvrage}}, {{Chapitre}}, {{Article}}, {{Lien web}} et/ou {{Bibliographie}}. Le mode d'édition visuel peut mettre en forme automatiquement les références.
- Insérer une infobox (cadre d'informations à droite) n'est pas obligatoire pour parachever la mise en page.

Pour une aide détaillée, merci de consulter Aide:Wikification.
Si vous pensez que ces points ont été résolus, vous pouvez retirer ce bandeau et améliorer la mise en forme d'un autre article.
Pour les articles homonymes, voir Held.
David Jonathan Andrew Held ,  (27 août 1951 - 2 mars 2019)  est un politologue britannique spécialisé dans la théorie politique et les relations internationales. À la fin de sa carrière, il occupe conjointement un poste de professeur de politique et de relations internationales, et celui de Master of University College, à l' Université de Durham et ce jusqu'à son décès. Ce fut un chercheur actif sur les questions de mondialisation, de gouvernance mondiale  .

## Biographie
David Held est le fils de l'industriel Peter Held et de Gisela (née Wolff)  en Grande-Bretagne où il a passé la majeure partie de son enfance. Il a obtenu son diplôme de premier cycle à l' Université de Manchester ; après avoir terminé ses études doctorales au Massachusetts Institute of Technology, il mène des recherches post-doctorales à l' Université de Cambridge . Il est professeur invité à de multiples reprises notamment aux États-Unis, en Australie, au Canada, en Espagne et en Italie.
Avec Daniele Archibugi, Held joue un rôle important dans le développement du cosmopolitisme et de la démocratie cosmopolite en particulier.
Held cofonde Polity Press en 1984, qui devient  une maison d'édition de premier plan dans le domaine des sciences sociales et humaines au niveau international. Il a également été rédacteur en chef de Global Policy, une revue universitaire lancée en 2008 visant à combler le fossé entre les universitaires et les praticiens sur des questions d'importance mondiale.
Il fut également professeur invité de sciences politiques à la Libera Università Internazionale degli Studi Sociali Guido Carli . Auparavant, il était titulaire de la chaire Graham Wallas de science politique et codirecteur du Centre for the Study of Global Governance à la London School of Economics.
En mars 2011, le nom de Held est cité dans la controverse LSE Libya Links, Heldayant été un conseiller de Saif al-Islam Kadhafi, fils du dirigeant libyen Mouammar Kadhafi, qui a obtenu son doctorat à la LSE en 2008.
En janvier 2012, il succéde au professeur Maurice Tucker comme Master of University College, Durham, tout en conservant sa chaire à la School of Government and International Affairs de l' Université de Durham.
Held décède à l'université le 2 mars 2019 des suites de maladie. Il laisse derrière lui son épouse, la psychanalyste et cinéaste Francesca Joseph et leurs deux enfants Jacob et Zachary Joseph ainsi que Rosa et Josh Held, les enfants issus d'un précédent mariage avec la romancière Michelle Spring.

## Publications

### Livres
- David Held, Introduction to critical theory: Horkheimer to Habermas, Berkeley, University of California Press, 1980 (ISBN 0520041755)
- David Held, States and societies, New York, New York University Press, 1983 (ISBN 9780814734223, lire en ligne)
- David Held, Models of democracy, Stanford, California, 3rd, 2006 (1re éd. 1987) (ISBN 9780804754729)
- David Held, Political theory and the modern state: essays on state, power, and democracy, Stanford, California, Stanford University Press, 1989 (ISBN 9780804717489, lire en ligne)
- David Held et John B. Thompson, Social theory of modern societies: Anthony Giddens and his critics, Cambridge, UK New York, New York, Cambridge University Press, 1989 (ISBN 9780521278553, lire en ligne)
- David Held, Introduction to critical theory: Horkheimer to Habermas, Berkeley, University of California Press, 1989 (ISBN 9780745607696)
- David Held, Stuart Hall et Anthony McGrew, Modernity and its futures, Cambridge, Polity Press in association with the Open University, 1992 (ISBN 9780745609669, lire en ligne)
- David Held, Prospects for democracy : North, South, East, West, Cambridge, UK Malden, Massachusetts, Polity Press, 1993 (ISBN 9780804721936, lire en ligne)
- David Held et Daniele Archibugi, Democracy and the global order: from the modern state to cosmopolitan governance, Stanford, California, Stanford University Press, 1995 (ISBN 9780804726870)
- David Held, Cosmopolitanism: an agenda for a new world order, Cambridge, UK Malden, Massachusetts, Polity Press, 1995 (ISBN 9780745613819)
- David Held, Daniele Archibugi et Martin Koehler, Re-imagining political community: studies in cosmopolitan democracy, Stanford, California, Stanford University Press, 1998 (ISBN 9780804735353, lire en ligne)
- David Held, David Goldblatt, Anthony McGrew et Jonathan Perraton, Global transformations: politics, economics and culture, Stanford, California, Stanford University Press, 1999 (ISBN 9780745614991)
- David Held, A globalizing world?: Culture, economics, politics, London New York, Routledge in association with the Open University, 2000 (ISBN 9780415222945, lire en ligne)
- David Held et Anthony McGrew, Globalization/anti-globalization: beyond the great divide, Cambridge, UK Malden, Massachusetts, 2nd, 2007 (1re éd. 2002) (ISBN 9780745639116)
- David Held et Mathias Koenig-Archibugi, Taming globalization: frontiers of governance, Cambridge, UK Malden, Massachusetts, Polity Press, 2003 (ISBN 9780745630779)
- David Held, Global covenant: the Social Democratic alternative to the Washington consensus, Cambridge, UK Malden, Massachusetts, Polity Press, 2004 (ISBN 9780745633527, lire en ligne)
- David Held et Mathias Koenig-Archibugi, Global governance and public accountability, Oxford, UK, Wiley-Blackwell, 2005 (ISBN 9781405126786)
- David Held et Ayse Kaya, Global inequality: patterns and explanations, Cambridge, UK Malden, Massachusetts, Polity Press, 2006 (ISBN 9780745638867, lire en ligne)
- David Held et Anthony McGrew, Globalization theory: approaches and controversies, Cambridge, UK Malden, Massachusetts, Polity Press, 2007 (ISBN 9780745632100)
- David Held et David Mepham, Progressive foreign policy: new directions for the UK, Cambridge, UK Malden, Massachusetts, Polity Press, 2007 (ISBN 9780745641140)
- David Held et Henrietta L. Moore, Cultural politics in a global age: uncertainty, solidarity, and innovation, Oxford, One World Publications, 2008 (ISBN 9781851685509)
- David Held, Cosmopolitanism: ideals and realities, Cambridge, UK Malden, Massachusetts, Polity Press, 2010 (ISBN 9780745648354)
- David Held et Kristian Coates-Ulrichsen, The end of the American Century: from 9/11 to the Arab Spring, Cambridge, UK Malden, Massachusetts, Polity Press, 2013 (ISBN 9780745663722)
- David Held, Charles Roger et Eva-Maria Nag, Climate governance in the developing world, Cambridge, UK Malden, Massachusetts, Polity Press, 2013 (ISBN 9780745662770)
- David Held, Tom Hale et Kevin Young, Gridlock: why global cooperation is failing when we need it most, Cambridge, UK Malden, Massachusetts, Polity Press, 2013 (ISBN 9780745662398)
- David Held et Mathias Koenig-Archibugi, Global policy: power, governance and accountability, Cambridge, UK Malden, Massachusetts, Polity Press, 2014 (lire en ligne) (forthcoming)

### Contributions
- Held, David (2005), "Principles of the cosmopolitan order", in Brighouse, Harry; Brock, Gillian (eds.), The political philosophy of cosmopolitanism, Cambridge New York: Cambridge University Press, pp. 10–27,  (ISBN 978-0-52184-660-8).

### Articles de journaux
- Archibugi, Daniele; Held, David (Winter 2011). "Cosmopolitan Democracy: Paths and Agents". Ethics & International Affairs. 25 (4): 433–461. doi.org/10.1017/S0892679411000360.
- David Held et Angus Fane-Hervey, « Democracy, climate change and global governance », Policy Network,‎ novembre 2009 (lire en ligne [archive du 5 septembre 2017] [paper], consulté le 7 mars 2015) Pdf.
- David Held et Mathias Koenig-Archibugi, « Introduction », Government and Opposition, vol. 39, no 2,‎ printemps 2004, p. 125–131 (DOI 10.1111/j.1477-7053.2004.00117.x, S2CID 232180413)
- David Held, « Democratic accountability and political effectiveness from a cosmopolitan perspective », Government and Opposition, vol. 39, no 2,‎ printemps 2004, p. 364–391 (DOI 10.1111/j.1477-7053.2004.00127.x, S2CID 144477961)